# Jovana
Jovana je ženské křestní jméno hebrejského původu. Pochází, stejně jako jméno Jana, nebo Johana z hebrejského jména יוחנן (Jóchanan), zkrácené verze יהוחנן (Jehóchánan), což znamená „Bůh je milosrdný“. Podle českého kalendáře má svátek 21. srpna spolčeně s Johanou.

## Významné osobnosti
- Jovana Jakšićová – srbská tenistka
- Jovanka Šotolová – překladatelka
- Jovanka Broz – jugoslávská partyzánka, politička
- Jovanka Radičevićová – házenkářka